# Галанда, Микулаш

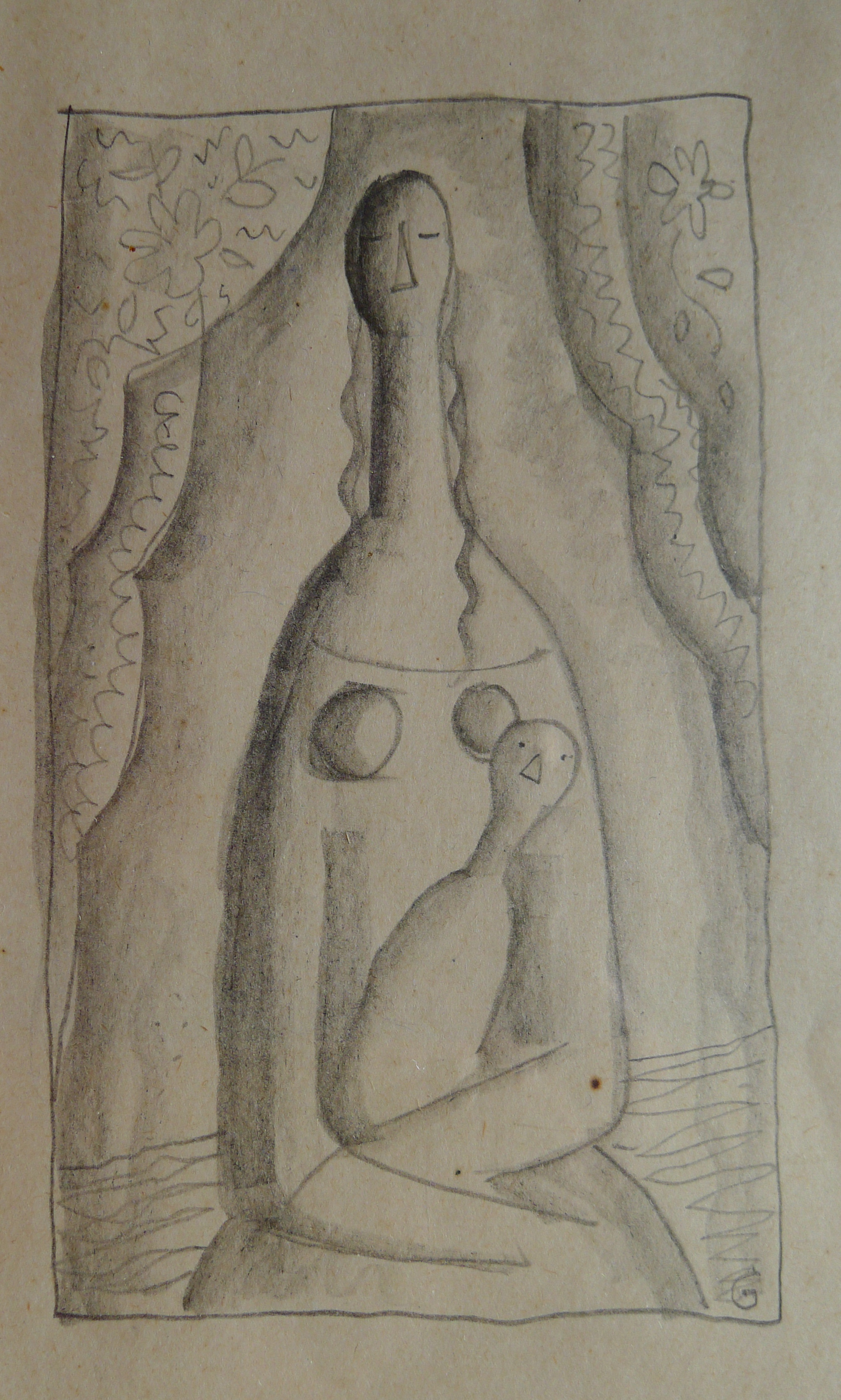
Мать и дитя. 1934 г.

Микулаш Галанда (словац. Mikuláš Galanda; 4 марта 1895, Мала Веска, Австро-Венгрия (ныне близ Турчьянске-Теплице, Словакия) — 5 июня 1938, Братислава) — словацкий живописец, иллюстратор, график.
Один из зачинателей и пропагандистов словацкого модерна начала XX-го века.

## Биография

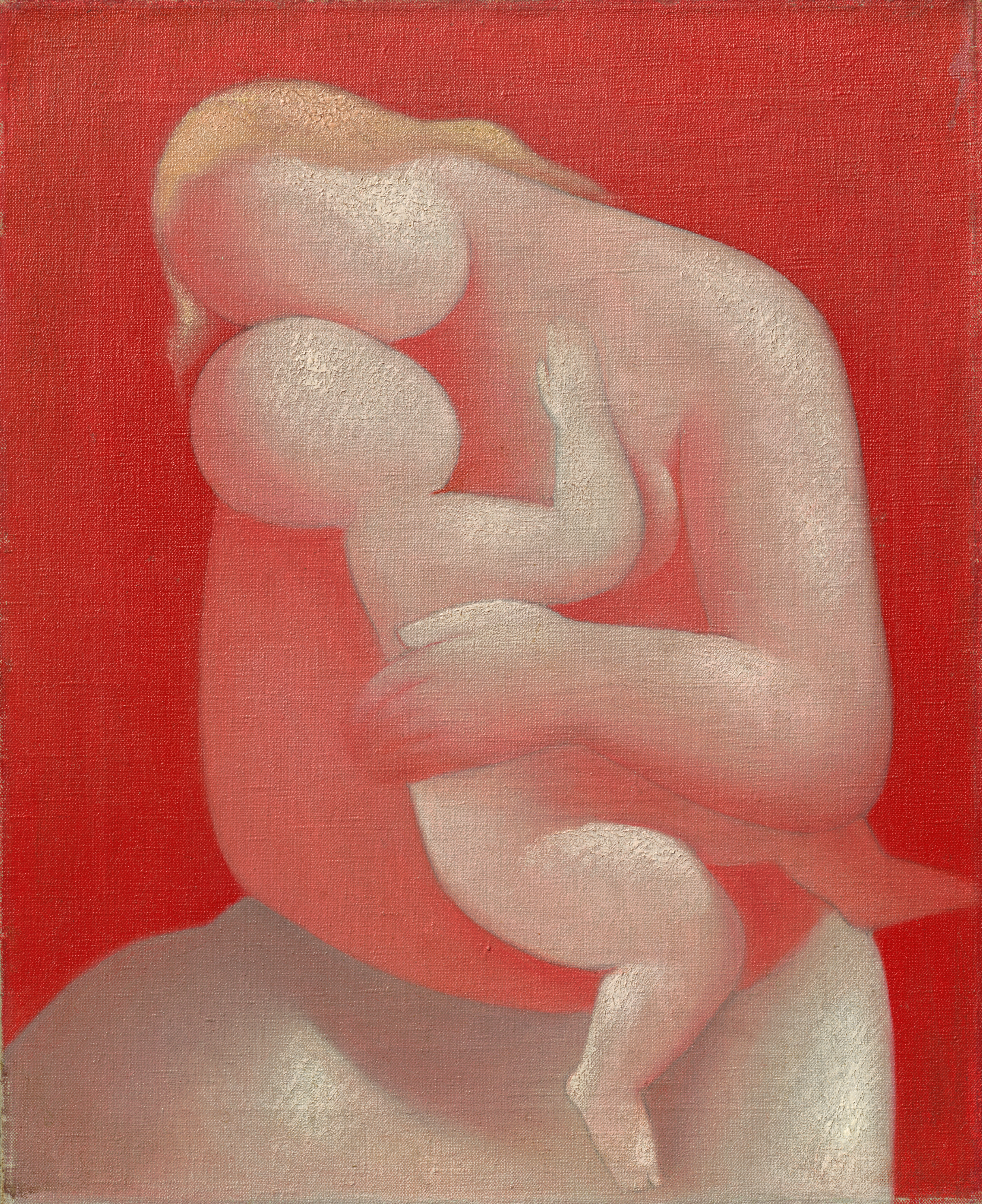
Мать

Родился в Мала Веска. Художественное образование получил в Академии художеств в Будапеште (1914—1916) и Художественно-промышленной школе в Праге (1923—1927, ныне Академия изобразительных искусств (Прага)). Был учеником Августа Бремсе и Франца Тиле.
В 1928 году познакомился с Марией Будовой, на которой женился в 1931 году. 
Внёс значительный вклад в становление словацкого модернизма. Он и его друг Людовит Фулла были авторами манифеста словацких модернистов.
Похоронен на мемориальном Народном кладбище в Мартине.

## Творчество
В своём творчестве использовал отдельные приёмы фовизма и кубизма, обращался к традициям народного искусства.
Автор поэтических сцен крестьянской жизни, отличающихся мягкостью колорита и обобщённых линейных ритмов («У колыбели», 1929, Национальная галерея, Прага; «Пастораль», 1936, частное собрание), гравюр и рисунков на темы жизни городской бедноты, пронизанных социально-критическими нотами (цикл литографий «Любовь в городе», 1924; «Без работы», литография, 1925).